# Бєлов Петро Андрійович
Петро Андрійович Бєлов (рос. Пётр Андреевич Белов; нар. 12 червня 1909 — пом. 7 травня 1985) — радянський футбольний суддя. Один з найкращих футбольних рефері Радянського Союзу 1950-х років. Представляв Ленінград, 10 разів входив до списку найкращих суддів СРСР. Суддя всесоюзної категорії (1950), арбітр ФІФА (1963).
Почав грати у футбол у команді фабрики «Відродження» в 1927 році. У 1936 — 1939 грав у «Сталінці» (Ленінград), 1940 — 1941 — у «Зеніті» (Ленінград). Провів 15 ігор у вищій лізі. Грав на позиції захисника, відзначався точними і продуманими діями, мав сильний удар.
У 1941 — 1965 роках обслуговував ігри вищої ліги, відсудив 172 матчі. Мав статус арбітра ФІФА, обслуговував також міжнародні ігри.
Працював контрольним майстром одного з ленінградських заводів.